# Darreh Mīrzā
Darreh Mīrzā (persiska: دَرِّه ميرزا, درّه میرزا) är en ort i Iran.   Den ligger i provinsen Hamadan, i den nordvästra delen av landet, 300 km väster om huvudstaden Teheran. Darreh Mīrzā ligger 1 580 meter över havet och antalet invånare är 349.
Terrängen runt Darreh Mīrzā är huvudsakligen kuperad, men åt sydost är den platt.Runt Darreh Mīrzā är det ganska tätbefolkat, med 124 invånare per kvadratkilometer. Närmaste större samhälle är Kangāvar, 14,8 km norr om Darreh Mīrzā. Trakten runt Darreh Mīrzā består i huvudsak av gräsmarker.